# 頂角
頂角，是新北市金山區的一個地名，位於該區東南部，範圍大致為三界里、六股里、兩湖里、重和里磺溪以南地區。

## 歷史
台灣清治末期至日治前期，頂角地區為一街庄，稱為「頂角庄」，隸屬於金包里堡。該庄東北與中角庄為鄰，東南與下中股庄、頂中股庄為臨，西南邊為七股庄、竹仔湖庄，西北邊為土地公埔庄、老梅庄、下角庄。
1901年（日治明治三十四年）11月，該庄隸屬於基隆廳，編入第五區。1905年（明治三十八年）7月，第四區、第五區合併為「金包里區」。1920年（大正九年），該庄改制為「頂角」大字，隸屬於臺北州基隆郡金山庄，大字下有「馬鞍格」、「磺溪頭」、「竹子山腳」、「牛埔子」、「葵扇湖」、「倒照湖」、「六股林口」、「頂六股」、「下六股」、「潭子內」、「曲尺坑子」、「三界壇」、「半嶺子」小字名。
戰後金山庄改制為金山鄉，隸屬於臺北縣，大字亦改制為村。2010年12月，臺北縣升格為新北市，金山改制為金山區，村亦改制為里。

## 學校
- 三和國小
- 三和國小兩湖分校